# Tepetate del Gallo
Tepetate del Gallo är en ort i Mexiko.   Den ligger i kommunen Purísima del Rincón och delstaten Guanajuato, i den centrala delen av landet, 300 km nordväst om huvudstaden Mexico City. Tepetate del Gallo ligger 1 855 meter över havet och antalet invånare är 312.
Terrängen runt Tepetate del Gallo är platt åt sydväst, men åt nordost är den kuperad. Runt Tepetate del Gallo är det mycket tätbefolkat, med 1 313 invånare per kvadratkilometer. Närmaste större samhälle är León de los Aldama, 16,2 km öster om Tepetate del Gallo. Trakten runt Tepetate del Gallo består till största delen av jordbruksmark.